# Mendidaphodius uaniombae
Mendidaphodius uaniombae är en skalbaggsart som beskrevs av Renaud Maurice Adrien Paulian 1942. Mendidaphodius uaniombae ingår i släktet Mendidaphodius och familjen Aphodiidae. Inga underarter finns listade i Catalogue of Life.